# Батл, Хосеп Мария Абелья
Хосеп Мария Абелья Батл (исп. Josep Maria Abella Batlle; 3 ноября 1949 года, Льейда, Испания) — католический прелат, седьмой епископ Фукуоки с 14 апреля 2020 года. Член монашеской конгрегации кларентинцев.

## Биография
Родился в 1949 году в городе Льейда, Испания. Вступил в монашескую конгрегацию кларетинцев. После изучения богословия и философии на факультете теологии института Сан-Кугат-дель-Вальес в Барселоне отправился в Японию для изучения японского языка. 22 августа 1966 года принёс первые временные монашеские обеты и 8 декабря 1972 года — вечные монашеские обеты. 12 июля 1975 года рукоположён в священники.
Служил викарием в приходе Мидоригаока епархии Нагои (1975—1977), советником провинции кларетинцев (1976—1981), директором детского учреждения Уминохоси архиепархии Осаки (1981—1984), настоятелем прихода Хираката архиепархии Осаки (1981—1988), директором богословского учреждения (1981—1991), директором детского учреждения Акенохоси епархии Нагои (1989—1992), провинциалом кларетинцев (1981—1992), директором Комитета евангелизации монашеской конгрегации кларетинцев (1991—2003), генеральным супериором миссионерской организации «Миссионеры-сыновья Непорочной Девы Марии» (2003—2015). С 2016 года — член викариатства Сирокита архиепархии Осака и с 2017 года — настоятель Собора Тамацукури в Осаке.
2 июня 2018 года римский папа Франциск назначил его вспомогательным епископом Осаки и титулярным епископом Метамаукума. 16 июля 2018 года в Соборе Непорочного Зачатия Пресвятой Девы Марии в Осаке состоялось его рукоположение в епископы, которое совершил архиархиепископ Осаки, кардинал Томас Акино Манъё Маэда в сослужении с архиепископом Нагасаки Иосифом Мицуаки Таками и архиепископом Токио Тарцизием Исао Кикути.
14 апреля 2020 года римский папа Франциск назначил его епископом Фукуоки.